# Абу-ль-Хасан (художник)
Абу-ль-Хасан (род. 1588 г, работал в 1600—1630 годах) — индийский художник-миниатюрист.
Абул Хасан родился в семье придворного живописца Ака Ризы, когда тот руководил китабхане принца Селима — будущего императора Джахангира. Мальчик довольно рано обнаружил свои способности: от его детских лет сохранился рисунок «Св. Иоанн» (1600г, Музей Ашмолеан, Оксфорд), который он сделал, скопировав фигуру святого с гравюры Альбрехта Дюрера. Этот рисунок, выполненный, когда Абул Хасану было всего 12 лет, свидетельствует о том, что, несмотря на обучение в рамках персидской живописной традиции, которую ему прививал отец, юный художник увлекался европейской гравюрой и европейскими приёмами передачи объёма. Другим примером увлечения «экзотической» европейской живописью является миниатюра «Диалектика», написанная художником два года спустя, в четырнадцать лет (1602г, Институт восточных рукописей РАН, Санкт Петербург). Отправной точкой для неё послужила гравюра Яна Санделера, созданная по мотивам «Диалектики» Мартена де Воса. Абул Хасан, насколько смог, имитировал в ней европейскую манеру, тщательно скопировав и глубину пространства, которую создают холмы и уменьшающиеся человеческие фигурки. Однако в дальнейшем эти приёмы изображения пейзажа ему не пригодились, так как вкусы падишаха Джахангира, пришедшего к власти в 1605 году, были воспитаны на персидском понимании красоты: золотые фоны и плоские пейзажи скорее с орнаментальной, чем с реальной растительностью.

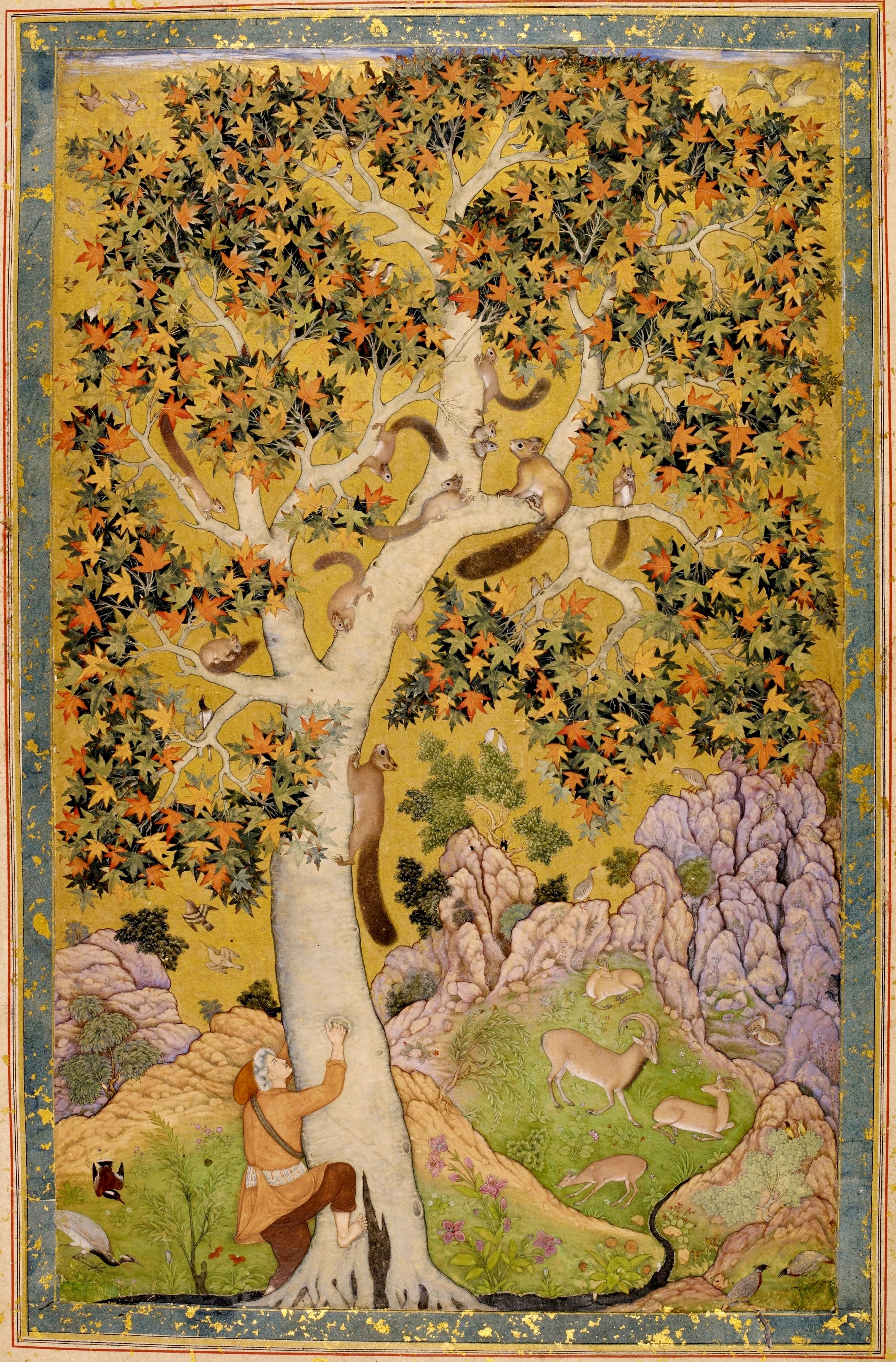
Абул Хасан. Белки на дереве. ок. 1610. Управление записей и личных документов Индии, Лондон.

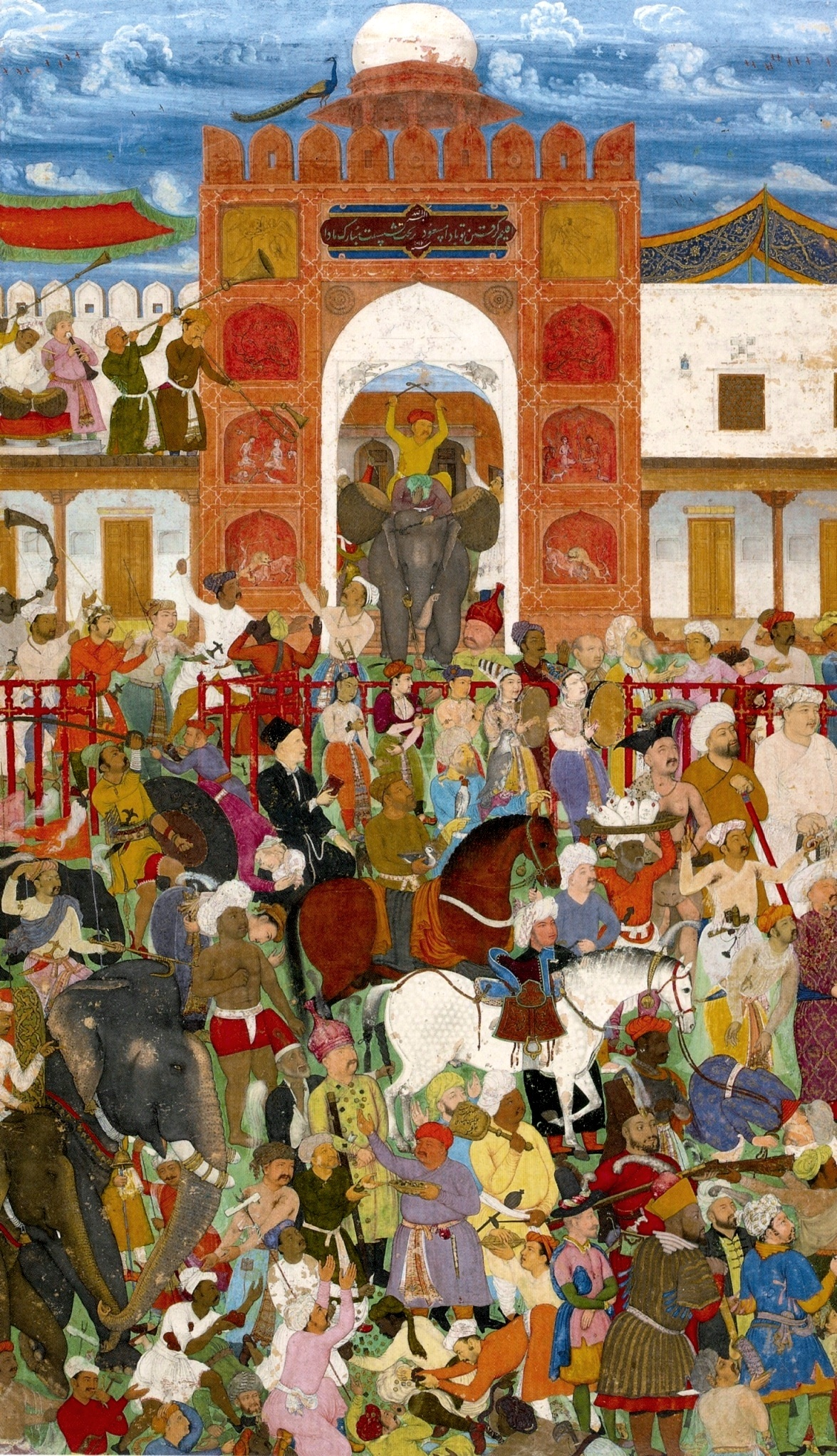
Абул Хасан. Празднование восшествия Джахангира на трон. Левая часть двойной миниатюры. 1618, Институт востоковедения РАН, Санкт Петербург.

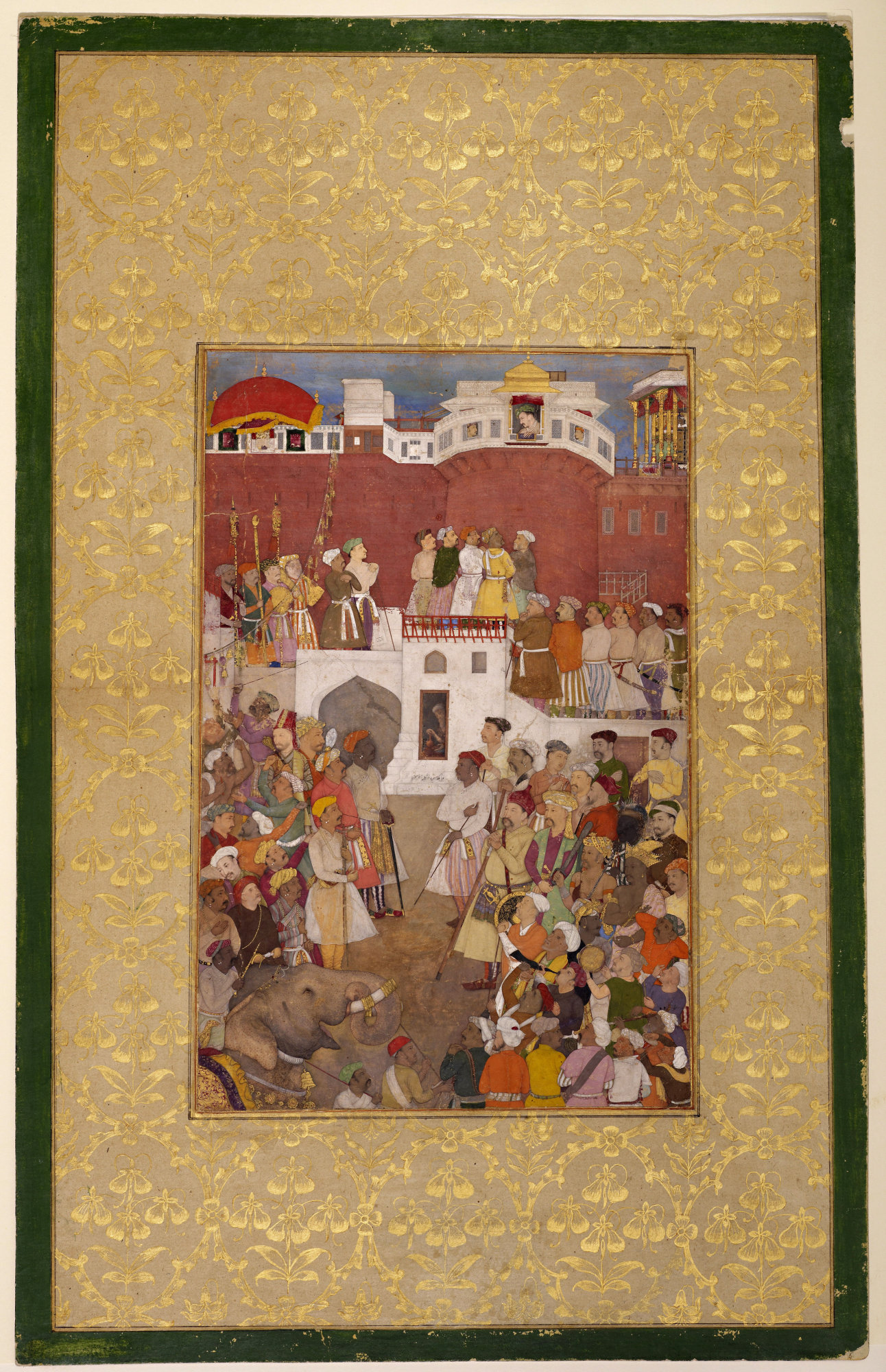
Падишах Джахангир принимает просителей в окошке «Джарока» в форте Агра. ок. 1620 г., Музей Ага Хана, Женева.

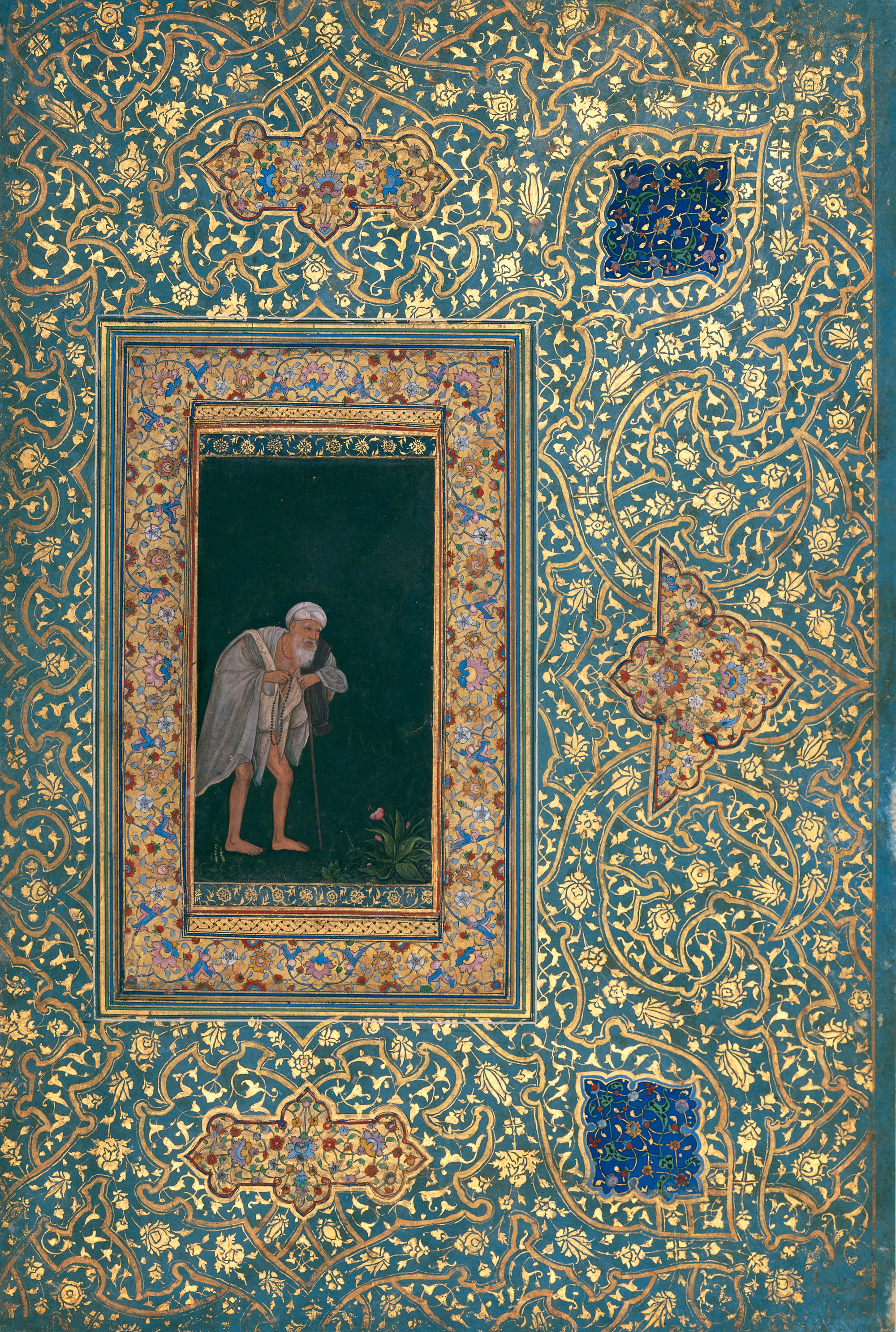
Абул Хасан. Старый пилигрим. ок. 1618—20, Музей Ага Хана, Женева.

В 1604 году Абул Хасан принял участие в иллюстрировании манускрипта «Анвар-и Сухаили» («Созвездие Канопус», выполнен в 1604—1610 годах, Британская библиотека, Лондон). Шестнадцатилетний художник написал там одну миниатюру «Царь Дабшалим посещает брамина Бидпая», в которой соединил живое, натуралистическое изображение лиц персонажей с обычным сказочным персидским пейзажем, типичным для работ его отца Ака Ризы.

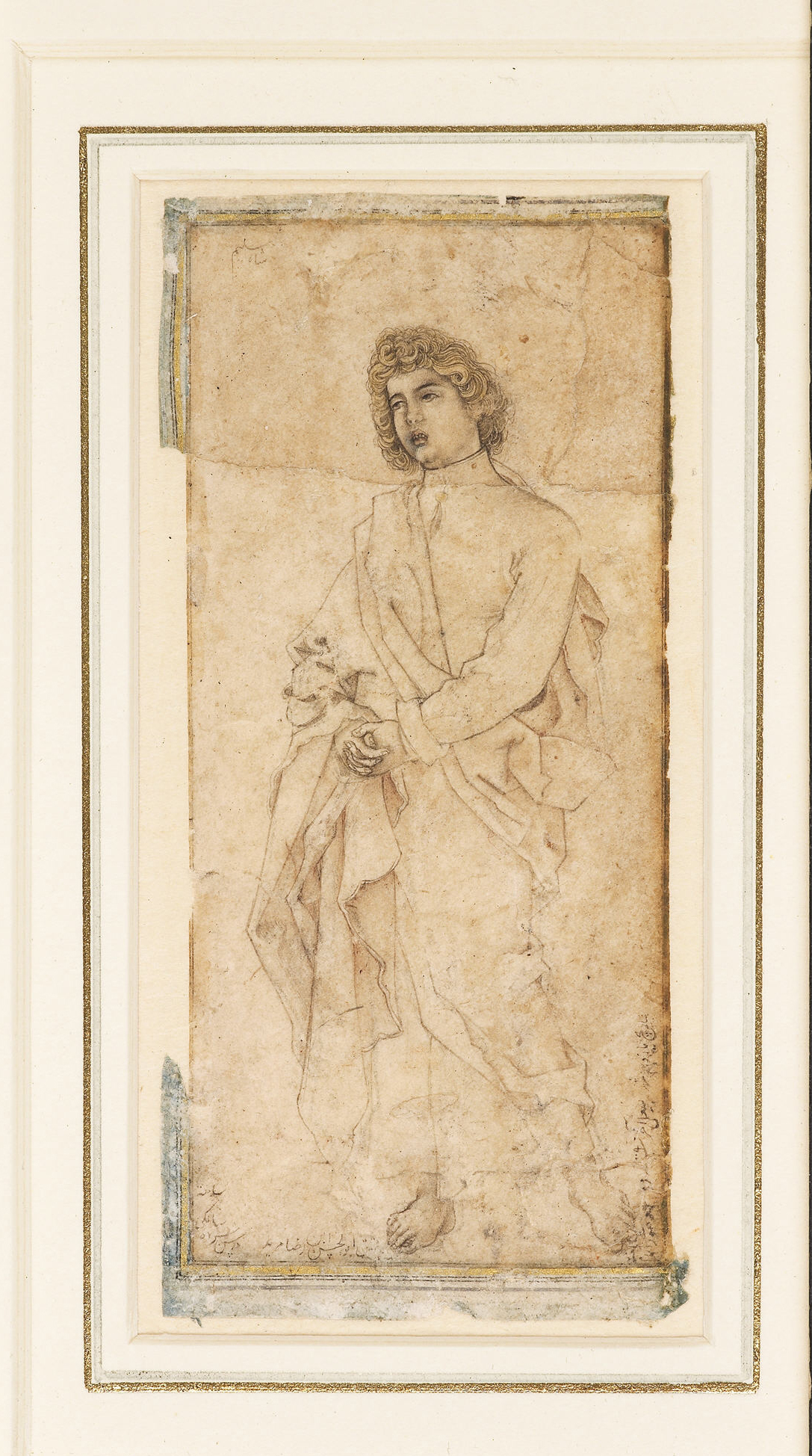
Абул Хасан. Св Иоанн. 1600г, Музей Ашмолеан, Оксфорд.
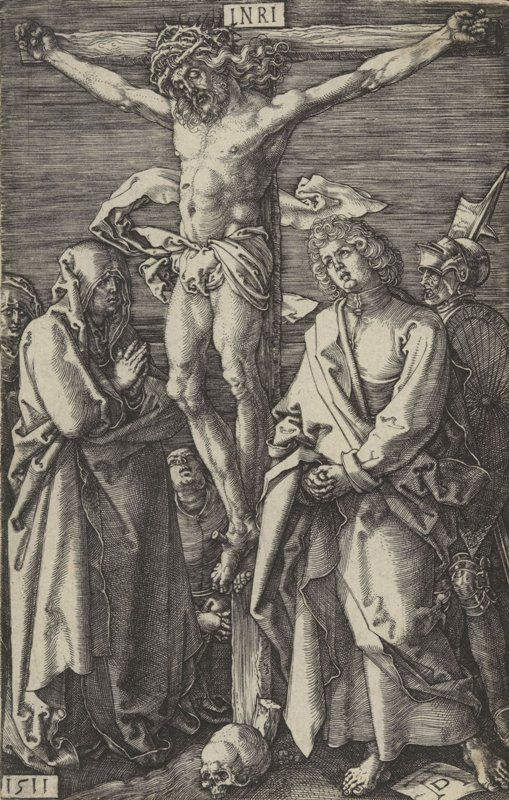
Альбрехт Дюрер. Распятие. 1511. Музей Метрополитен, Нью-Йорк
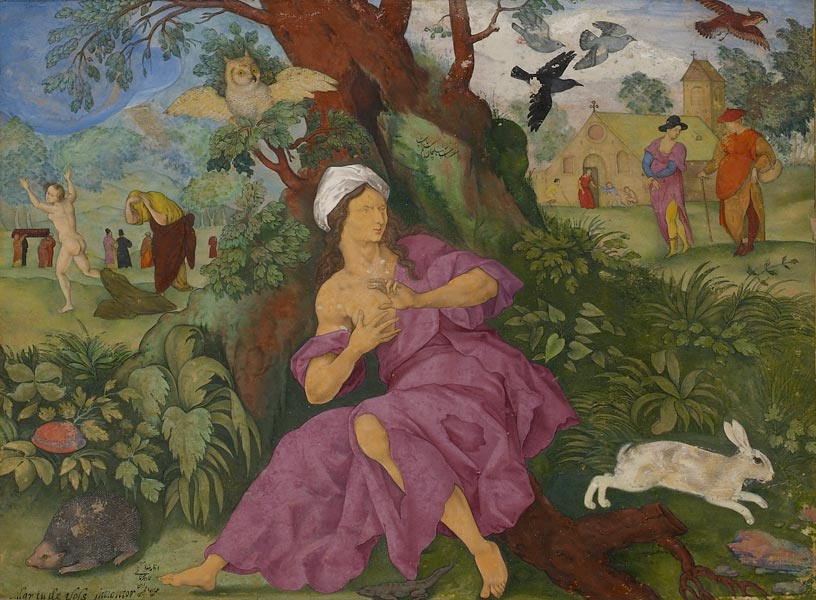
Абул Хасан. "Диалектика". 1602г, Институт восточных рукописей РАН, Спб
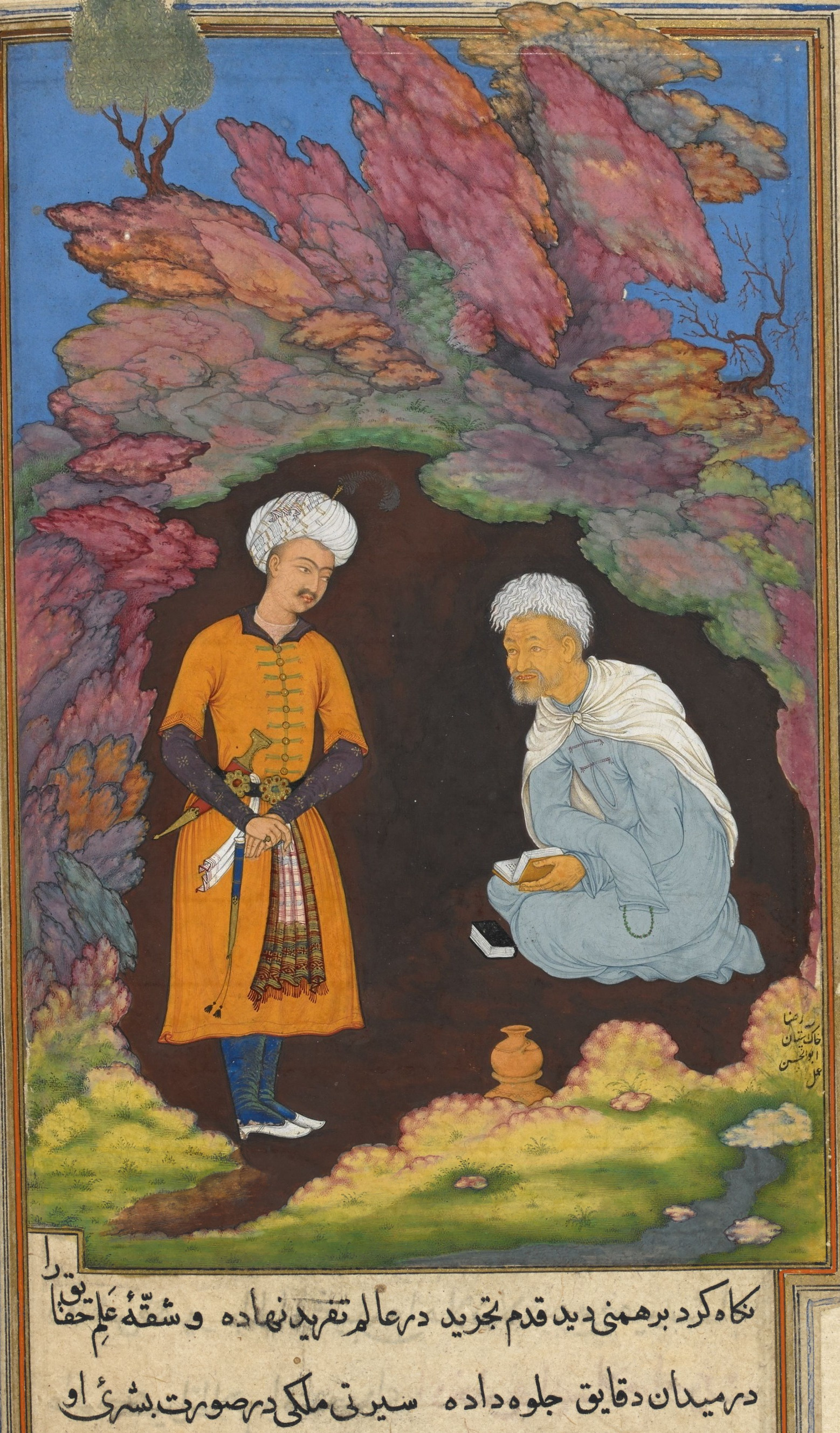
Абул Хасан. Дабшалим посещает Бидпая. Анвар-и Сухаили, 1604-1610,Британская библиотека, Лондон
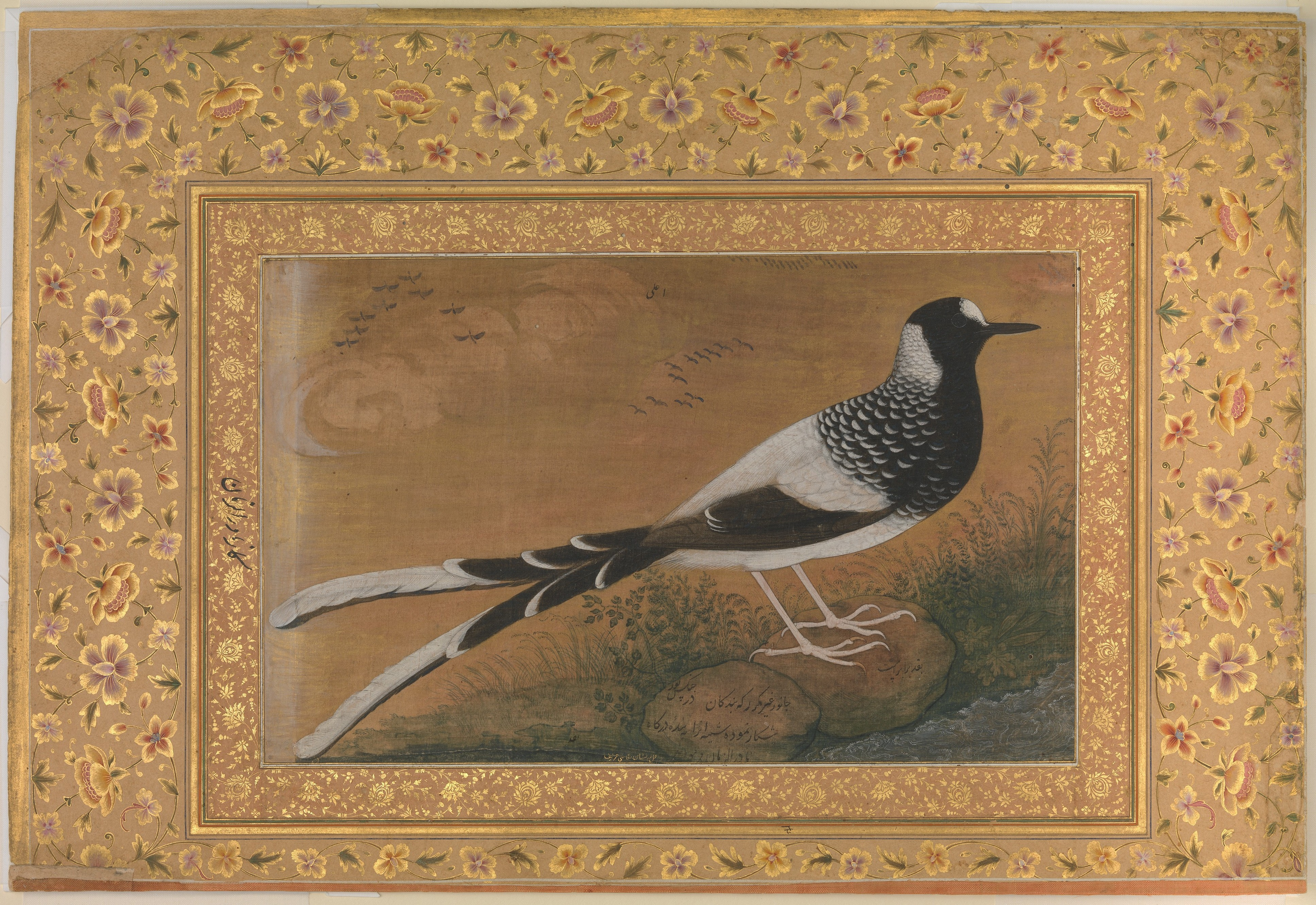
Абул Хасан. Пятнистая вилохвостка. 1610—15 гг., Музей Метрополитен, Нью-Йорк

Самое прославленное произведение юношеского периода художника — миниатюра «Белки на дереве» (ок. 1605—07 гг., Лондон, Управление записей и личных документов Индии), на которой художник изобразил 12 белок, скачущих по ветвям платана. Абул Хасан продемонстрировал здесь мастерство передачи объёма предметов — это видно и по фигуре охотника, и по изображению дерева, и по самим белкам. Вместе с тем задник всей сцены представляет собой типично персидское оформление: золотой фон и разноцветные камни. По всей вероятности, модель этой композиции была позаимствована у Абд ас-Самада, чья миниатюра с похожей сценой содержится в альбоме «Муракка-и Гульшан» (1555—1556 гг., Библиотека дворца Голестан, Тегеран). Из надписи известно, что в работе Абул Хасану помогал знаменитый художник-анималист Мансур, однако степень его участия в этой миниатюре неизвестна. С. К. Уэлч предполагает, что Мансур написал всех белок. Но судя по сохранившемуся рисунку «Пятнистая вилохвостка» (1610—15, Музей Метрополитен, Нью-Йорк), Абул Хасан ничем не уступал Мансуру, и сам превосходно изображал животный мир. Ранее сюжет миниатюры «Белки на дереве» считали простой зарисовкой охоты, но подобное прочтение выглядит нелогично: охотник никогда не сможет поймать белку голыми руками. Сейчас полагают, что смысл сюжета носит аллегорический характер: дурной поступок с негодными средствами обречён на неудачу — в пользу такого прочтения говорит и тот факт, что охотник даже не может взобраться на дерево. Этот шедевр молодого мастера был высоко оценён как сотрудниками китабхане, так и самим императором, неравнодушным к естествознанию. Вероятно, поэтому Даулат ок. 1608 г. счёл нужным написать портрет молодого Аубл Хасана среди портретов его старших коллег, и этот лист, запечатлевший лучших мастеров китабхане, был включён падишахом Джахангиром в его альбом «Муракка-и Гульшан». Из портрета можно узнать, что Абул Хасан был левшой.
От периода между 1607 и 1615 годом до нас дошло всего несколько работ, которые можно приписать его кисти. После 1615 года художник входит в пору своей наибольшей славы, когда был создан основной корпус известных сегодня произведений. Некоторые из них представляют собой разрозненные листы от утраченных ныне манускриптов, как, например, «Саади преподносит книгу своих стихов» (1615 г., Галерея Уолтерса, Балтимор), либо отдельные листы, как «Старый пилигрим» (1615—20, Музей Ага Хана, Женева) — великолепный портрет усталого пожилого человека, идущего к Богу; другие предназначались для «Джахангирнаме» — книги мемуаров императора. Триумфом художника стало создание разворота для этого манускрипта, на двух миниатюрах которого Абул Хасан изобразил «Празднование восшествия Джахангира на трон» (1618 г., Институт Востоковедения РАН, Санкт-Петербург). В толпе дипломатов и придворных, присутствующих на торжестве, можно видеть множество портретов, в частности посла английского короля Якова I сэра Томаса Роу и священника Эдварда Перри. Эта миниатюра привела в такой восторг падишаха Джахангира, что он в том же 1618 году пожаловал художнику титул «Надир ас-Заман» (Чудо Эпохи). Абул Хасан стал фаворитом падишаха, и, вероятно, был назначен главой императорской китабхане, сменив на этом посту своего отца. Позднее Джахангир написал в своих мемуарах следующее: «В тот день художник Абул Хасан, которому пожалован титул „Чудо Эпохи“, написал фронтиспис для „Джахангирнаме“ — картину на тему моего восшествия на трон, и преподнёс её мне. Поскольку это было достойно всяческих похвал, он получил моё бесконечное благоволение. Его работа была необычайно искусной, а его картина — одним из шедевров современности. Сегодня ему нет ни соперников, ни равных… Когда я был принцем, его отец Ака Риза из Герата поступил ко мне на службу, однако даже нет смысла сравнивать его произведения с работами его отца… Моя привязанность объясняется тем, что я воспитывал его до тех пор, пока он не достиг такого уровня. Он действительно стал Надир ас-Заман».

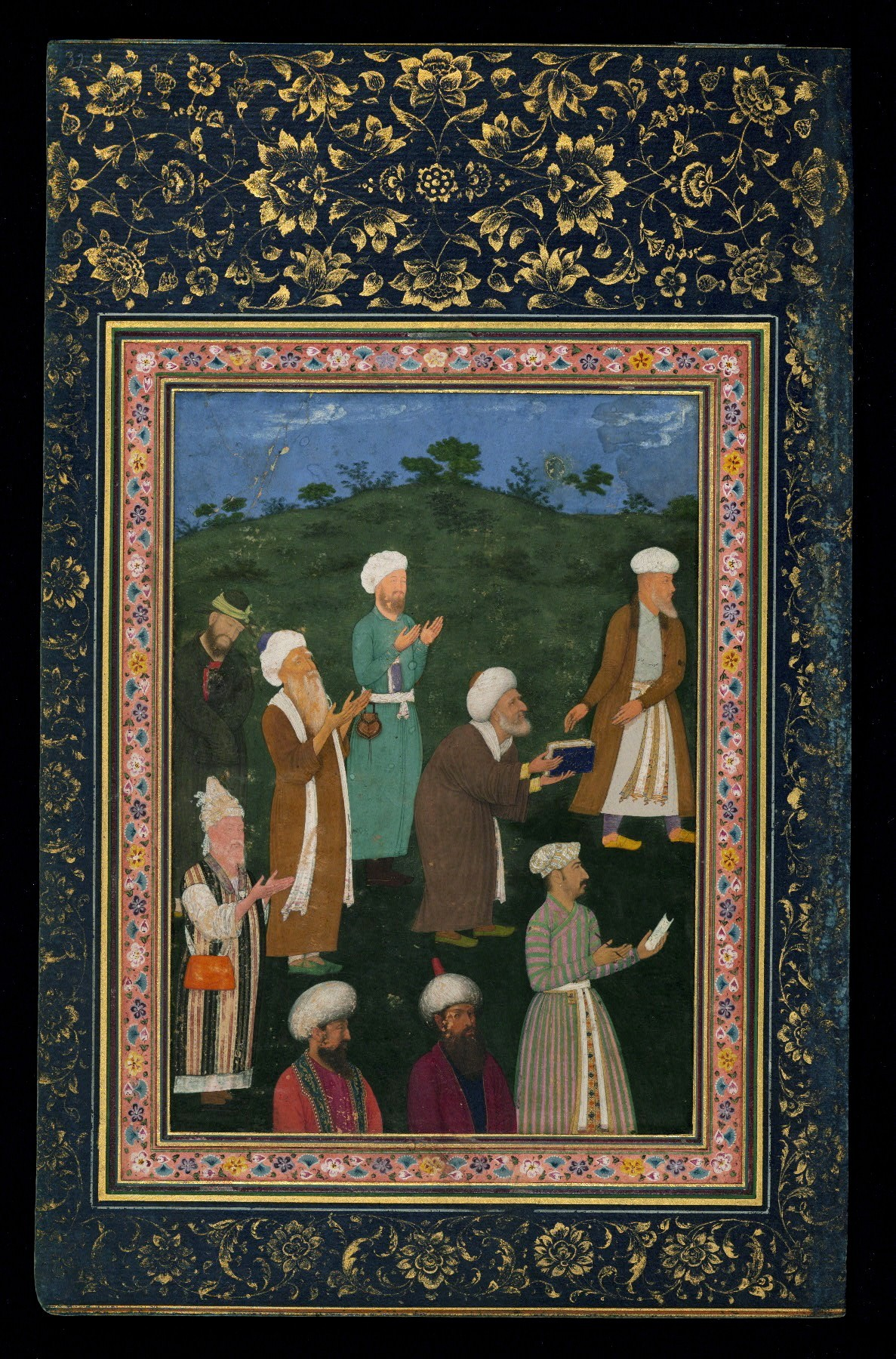
Абул Хасан. Поэт Саади преподносит книгу своих стихов. 1615, Музей Уолтерса, Балтимор
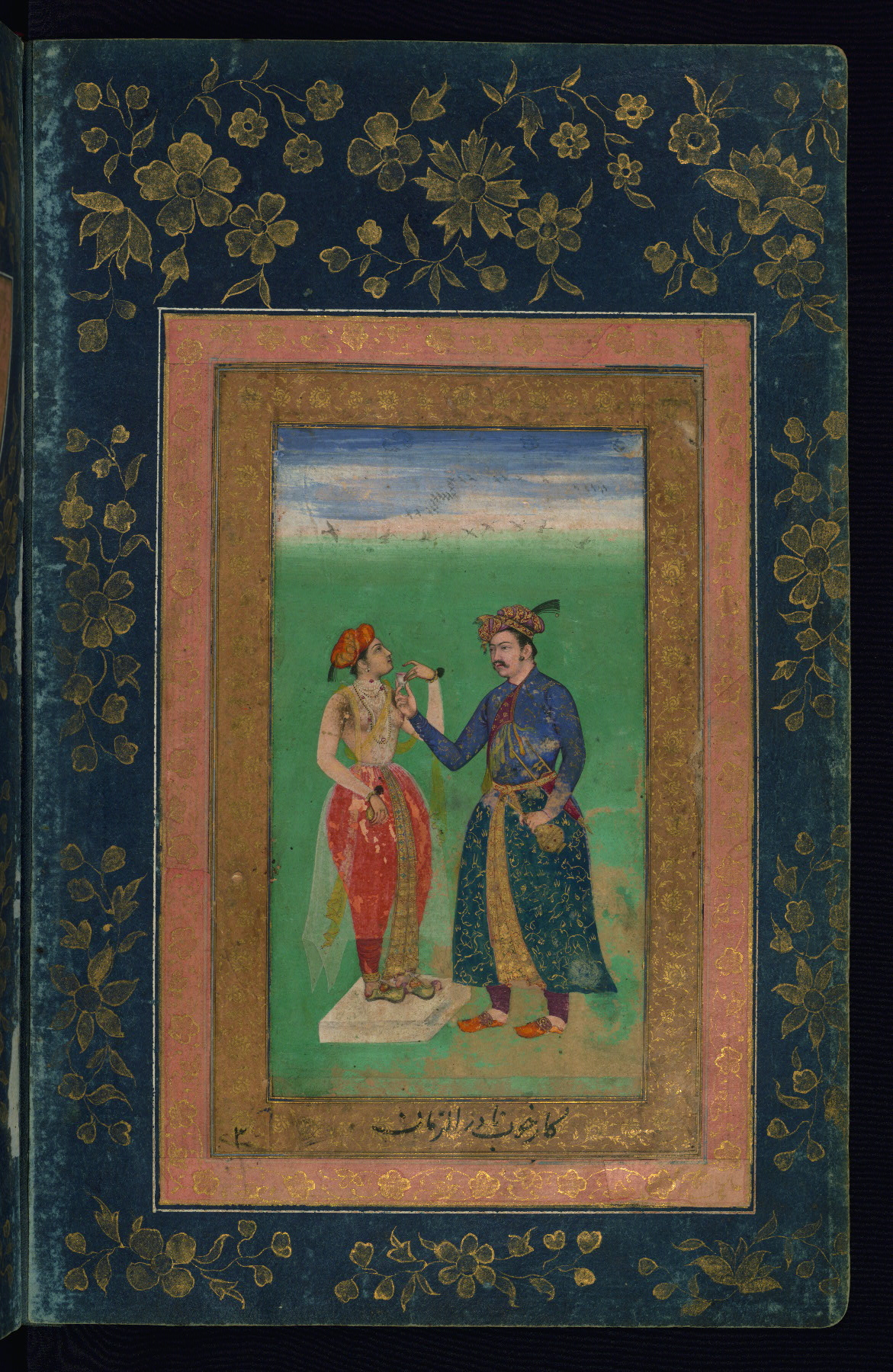
Абул Хасан. Джахангир предлагающий вино молодой даме. 1615, Музей Уолтерса. Балтимор
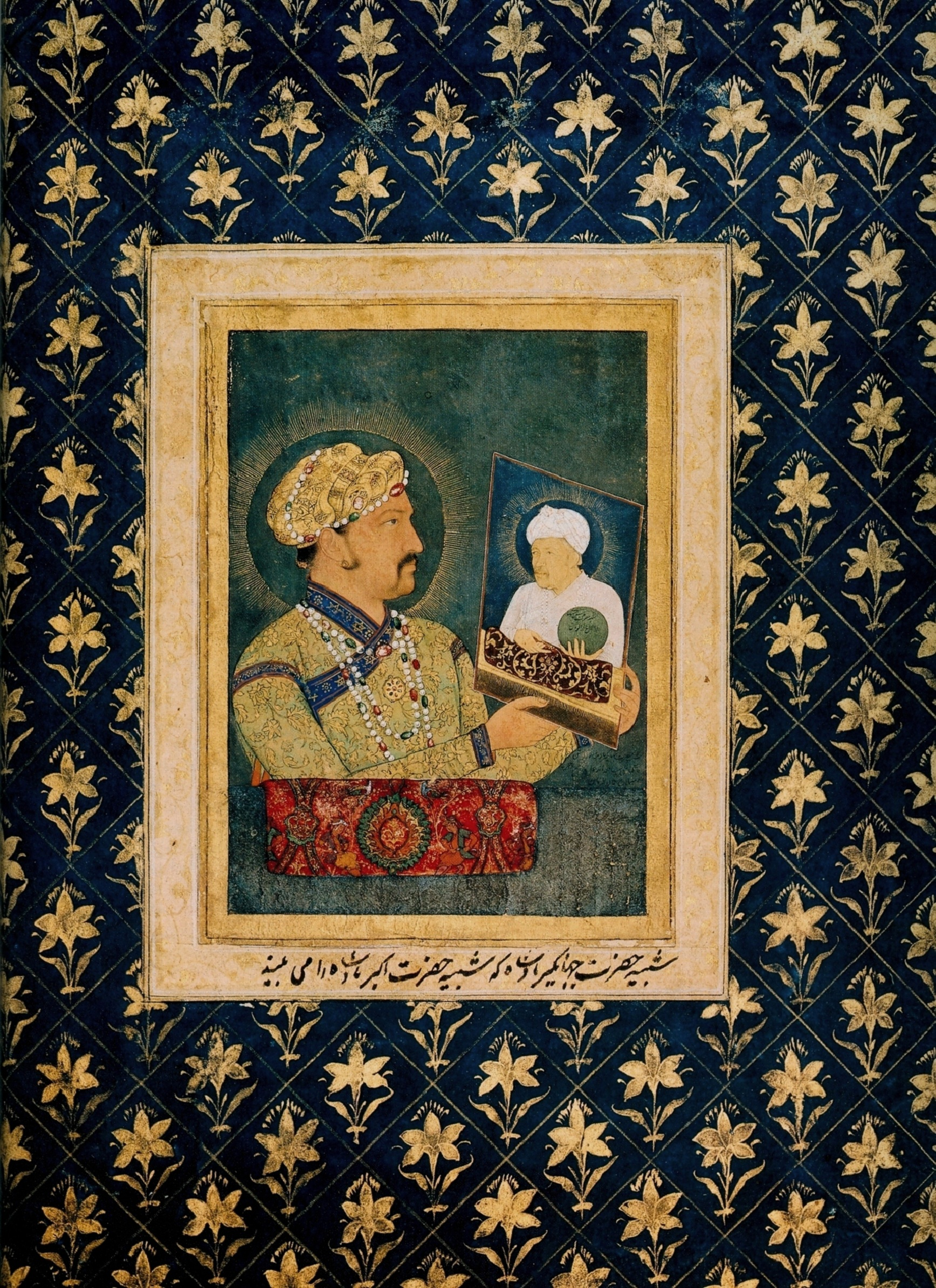
Абул Хасан. Династический портрет Джахангира и Акбара. 1614, Музей Гиме, Париж
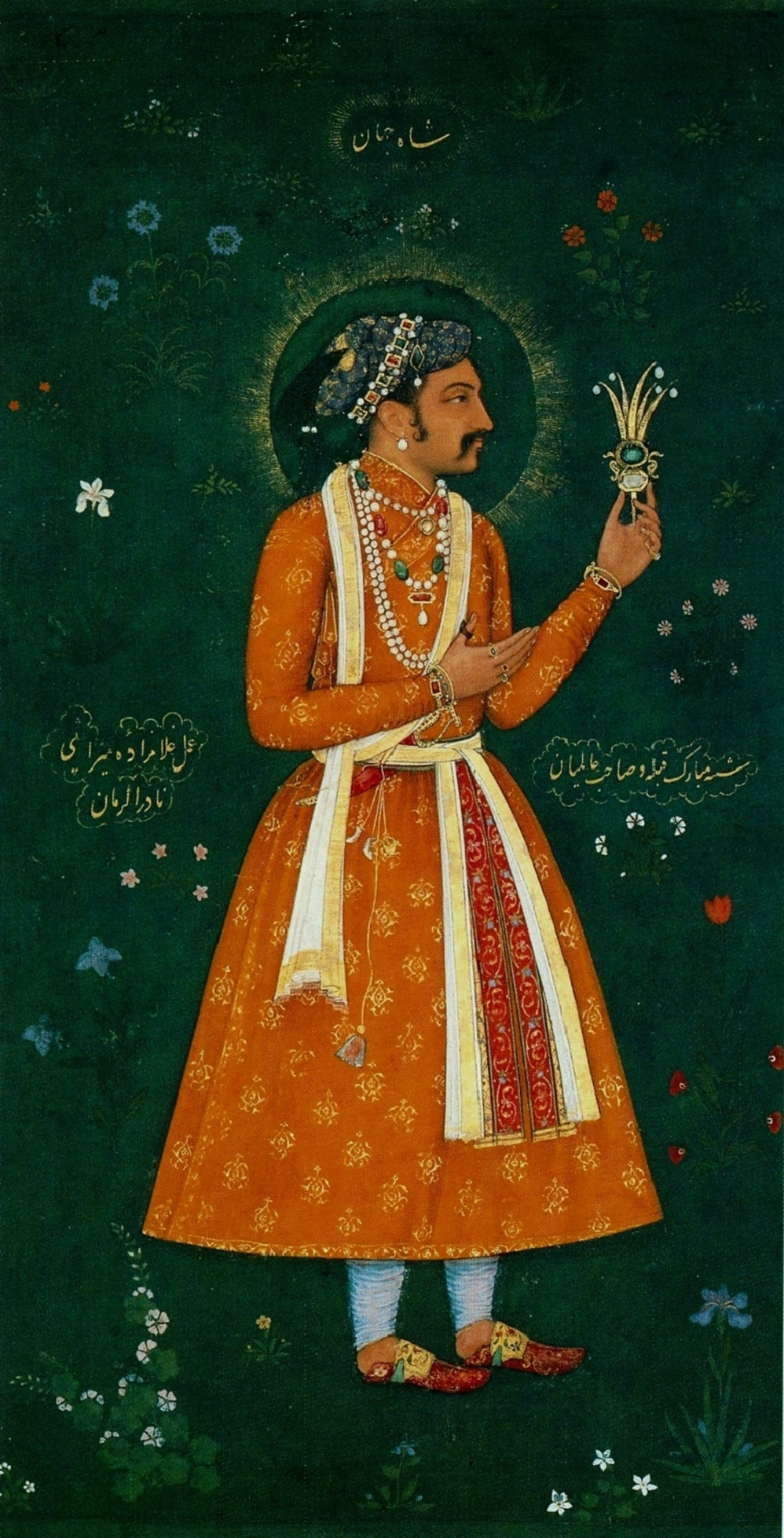
Абул Хасан. Принц Хуррам, ок. 1616—17 гг., Музей Виктории и Альберта, Лондон

Возвышение художника послужило тому, что ему стали поручаться самые политически важные и деликатные в придворном искусстве темы. К таковым относился, в частности, жанр аллегорического портрета, который был призван в иносказательной форме прославлять власть, могущество и добродетели императора. Кисти Абул Хасана принадлежит несколько таких портретов: «Джахангир символически уничтожает Малик Амбара» (ок. 1615—20 гг., Библиотека Честер Битти, Дублин), «Аллегорическое изображение императора Джахангира и шаха Аббаса» (ок. 1618, Галерея Фрир, Вашингтон), «Джахангир принимает шаха Аббаса» (ок. 1618, Галерея Фрир, Вашингтон), «Джахангир подавивший мятеж принца Хуррама» (1623, Галерея Фрир, Вашингтон), «Джахангир уничтожает бедность» (ок. 1625, Лос Аджелес, Музей округа) и другие. В политических аллегориях, связанных с шахом Аббасом, сквозит желание дружеских отношений с Персией, но с несомненным оттенком превосходства (Джахангира символизирует лев, а Аббаса ягнёнок). Однако мечте о «вечной дружбе» Персии и Индии не суждено было сбыться: в 1622 году персы отбили у моголов Кандагар.

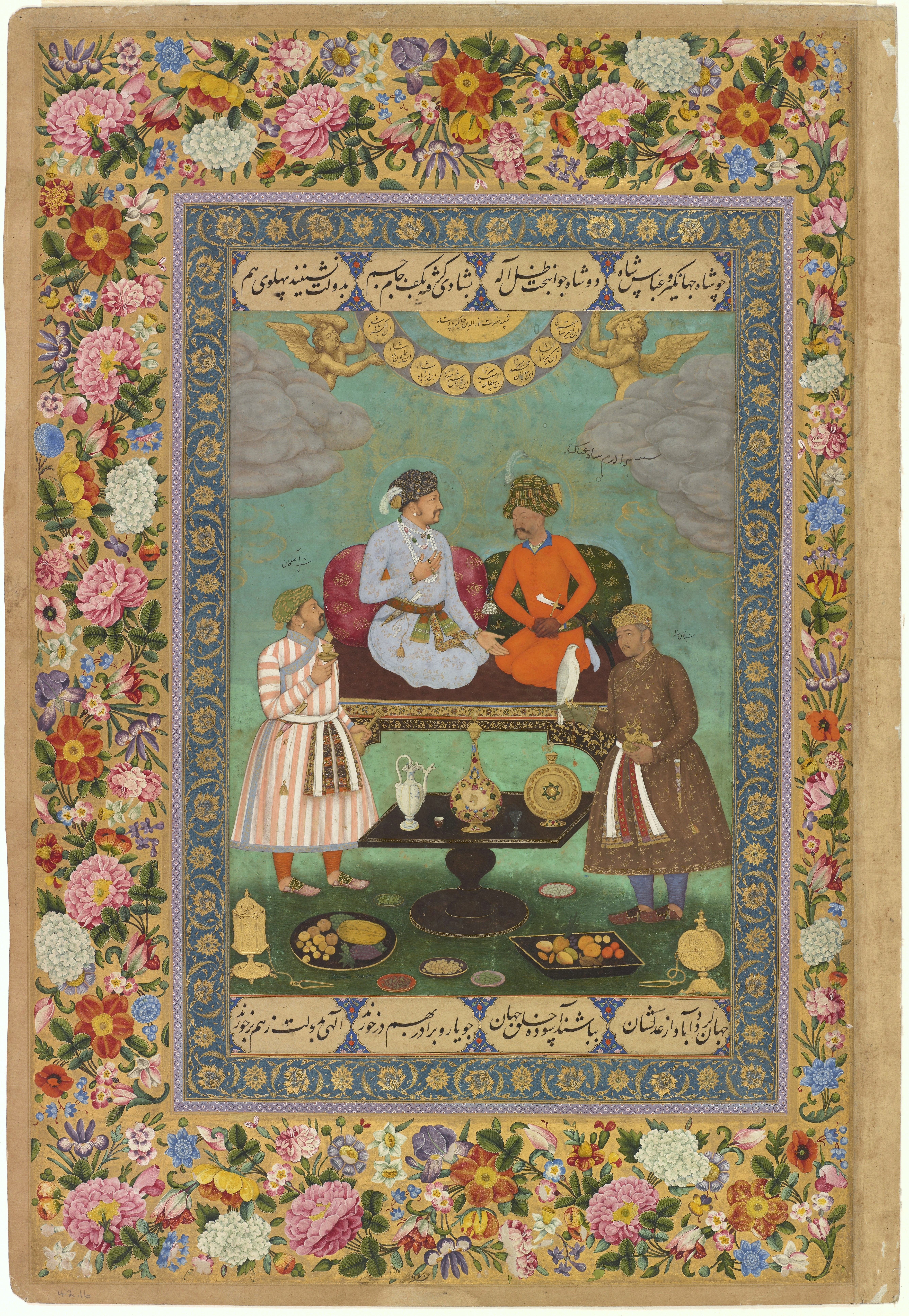
Абул Хасан. Джахангир принимает шаха Аббаса. ок. 1618г, Галерея искусства Фрир, Вашингтон
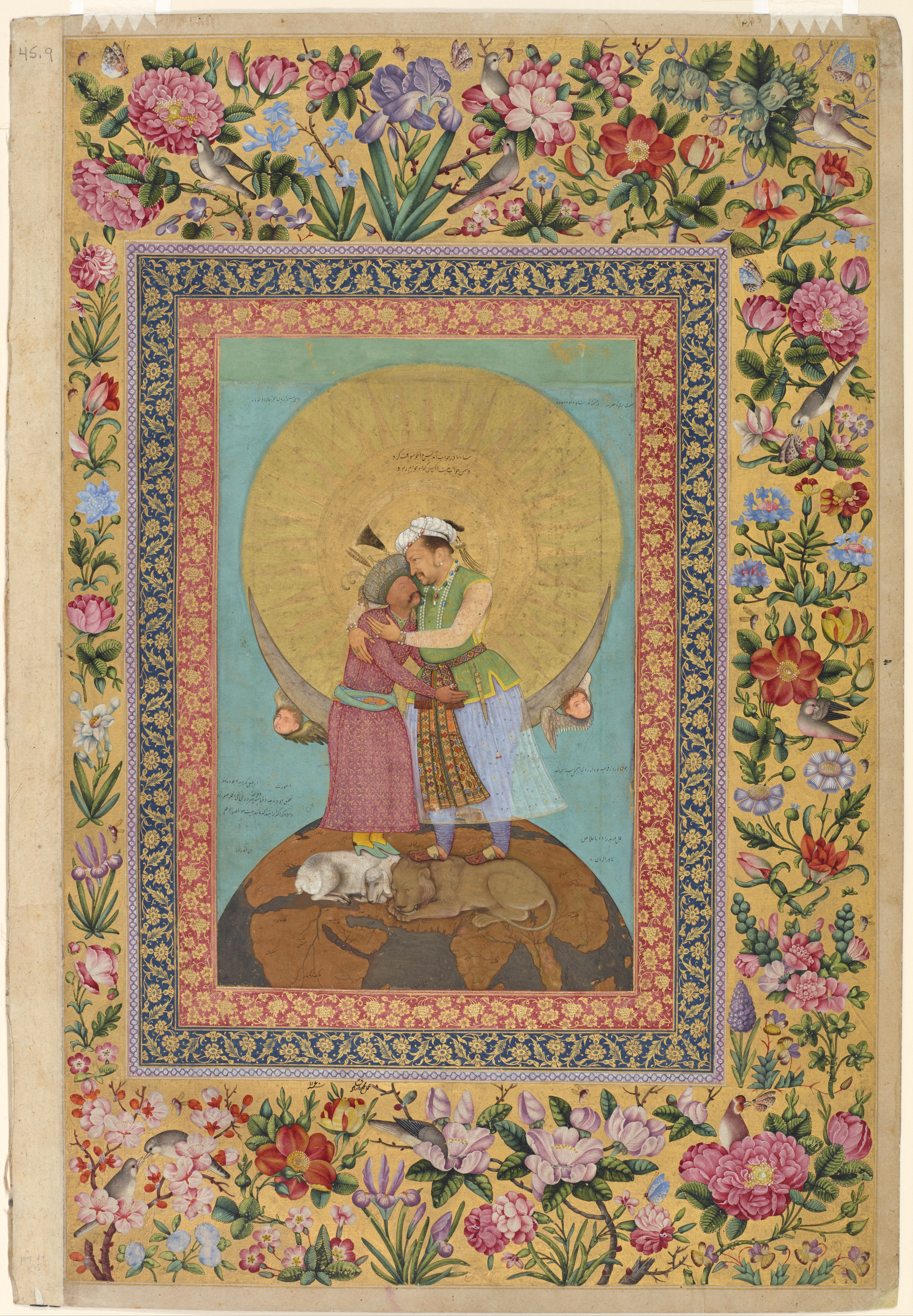
Абул Хасан. Аллегорическое изображение императора Джахангира и шаха Аббаса. ок. 1618г, Галерея искусства Фрир, Вашингтон
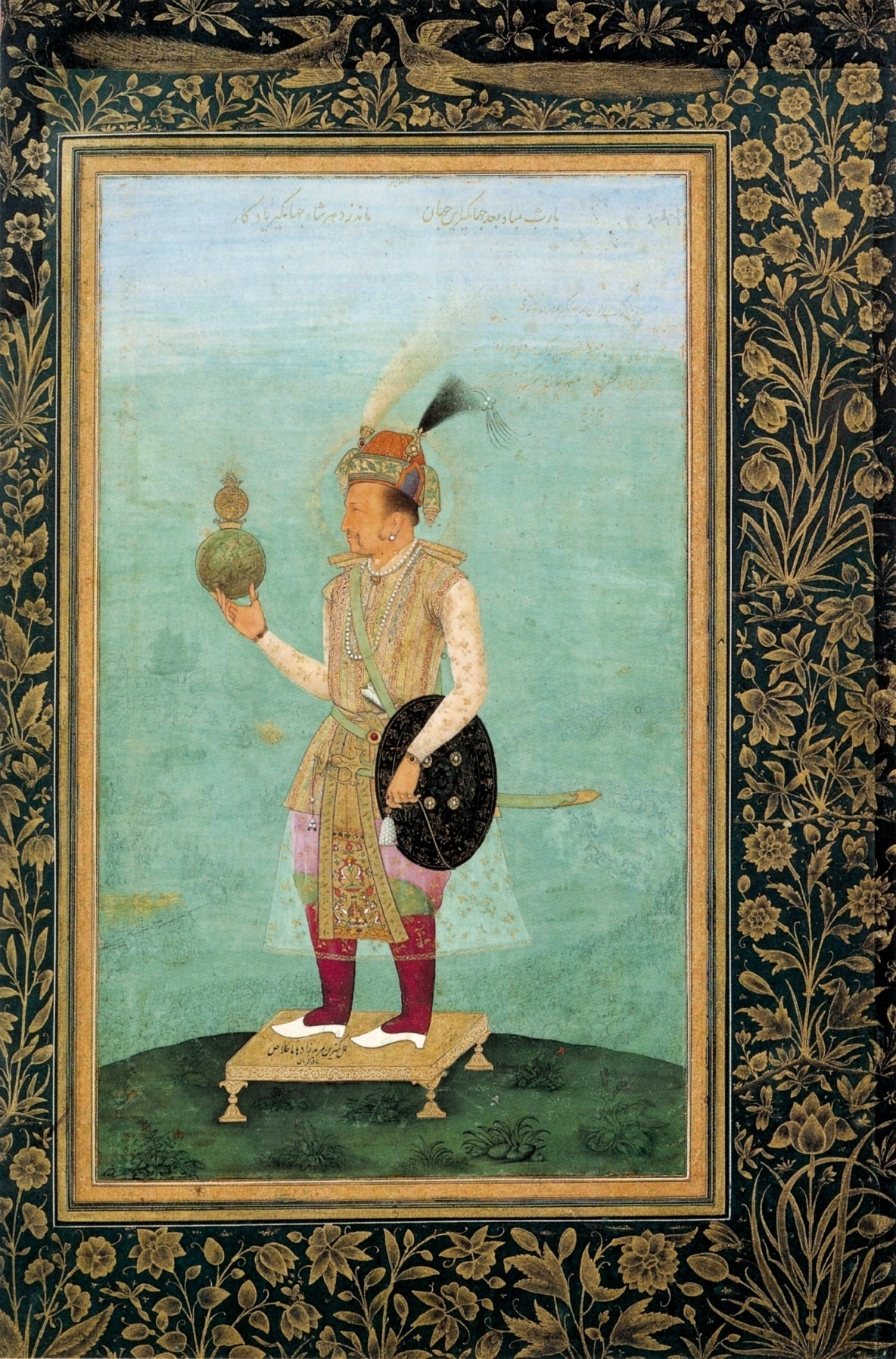
Абул Хасан. Джахангир подавивший мятеж принца Хуррама. ок. 1623 г., Галерея искусства Фрир, Вашингтон
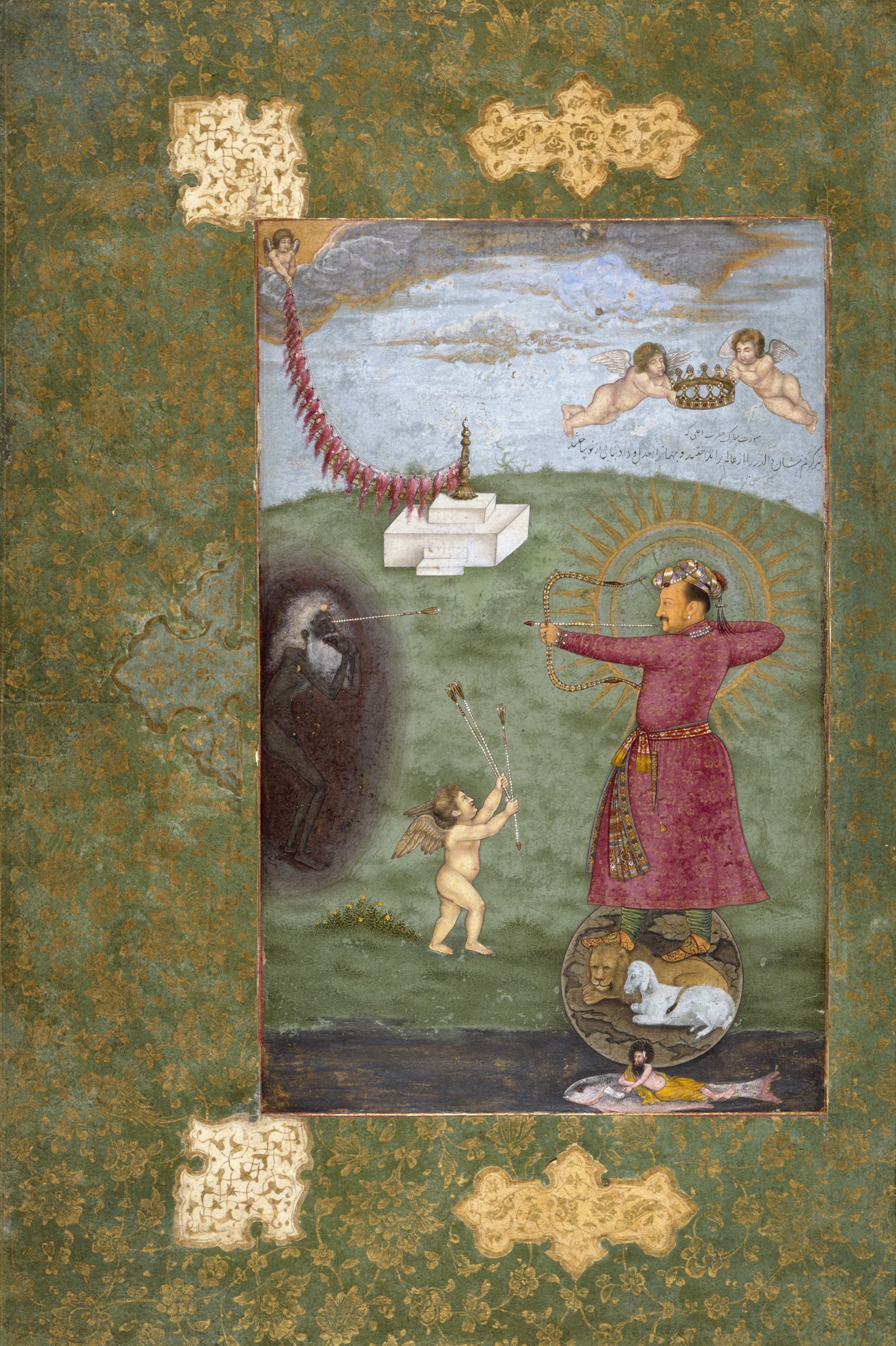
Абул Хасан. Джахангир уничтожает бедность. ок. 1625 г., Лос Анджелес, Музей округа.

Кроме аллегорических, Абул Хасан писал династические и обычные портреты Джахангира, а также картины с изображением его семьи и иные сюжеты, связанные с жизнью императора. По сути, художник стал выразителем его представлений и настроений. Столь крепкая связь с Джахангиром, вероятно, послужила причиной того, что когда в 1628 году власть сменилась, художник, по сути, оказался не у дел. Новый император Шах Джахан, пришедший к власти в результате долгого противостояния со своим отцом, остался равнодушен к личному художнику его отца-соперника, несмотря на то, что Абул Хасан написал несколько портретов Шах Джахана, пытаясь сохранить свои позиции при дворе. Судя по всему, эти попытки были напрасными, гораздо большим успехом у Шах Джахана стал пользоваться его младший брат Абид. Кроме нескольких портретов нового императора, созданных в первые годы его правления, ни одной работы Абул Хасана более не известно.

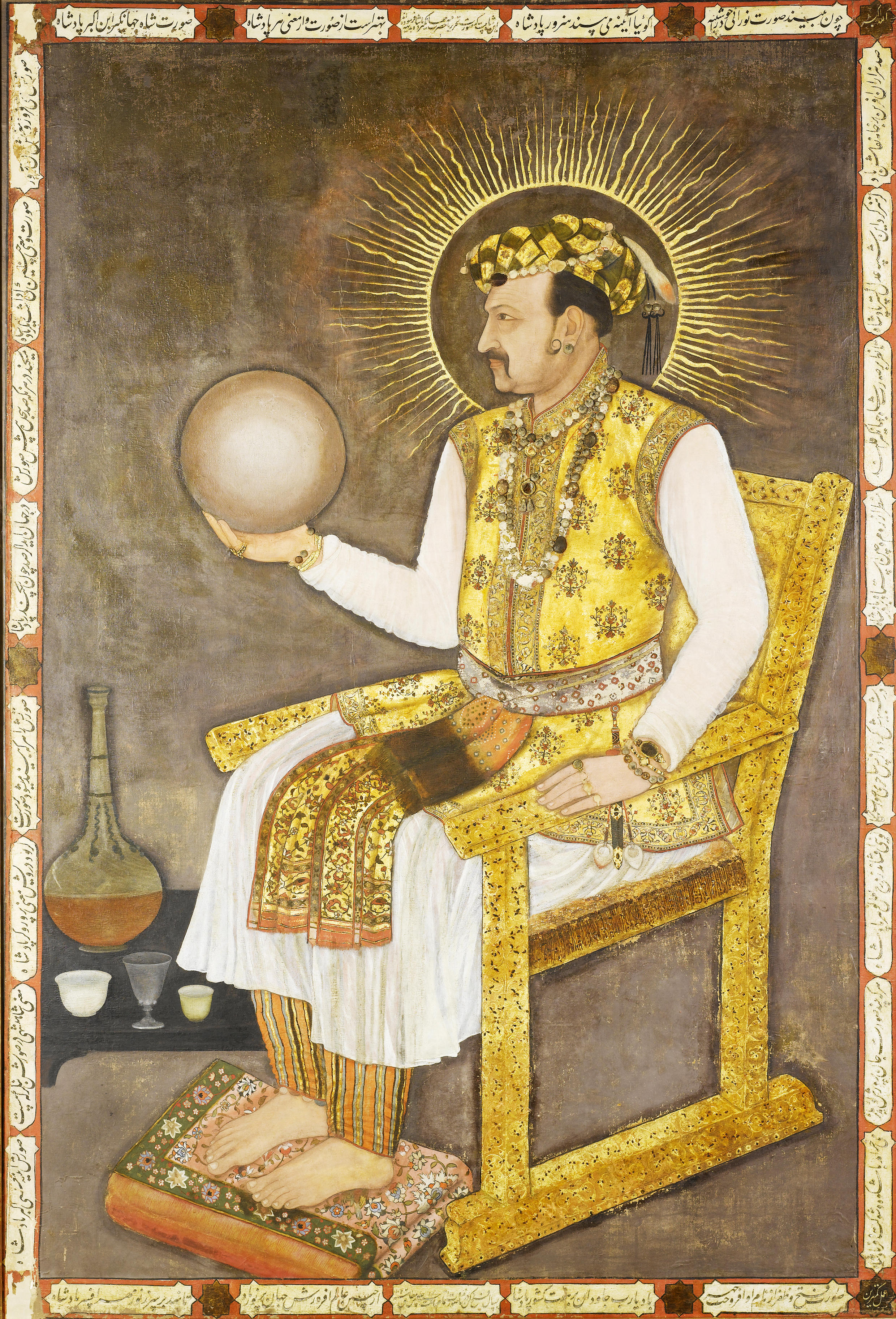
Абул Хасан. Портрет Джахангира в натуральную величину. 1617г, Продан на аукционе Бонхамс за £1,420,000 в 2011г.
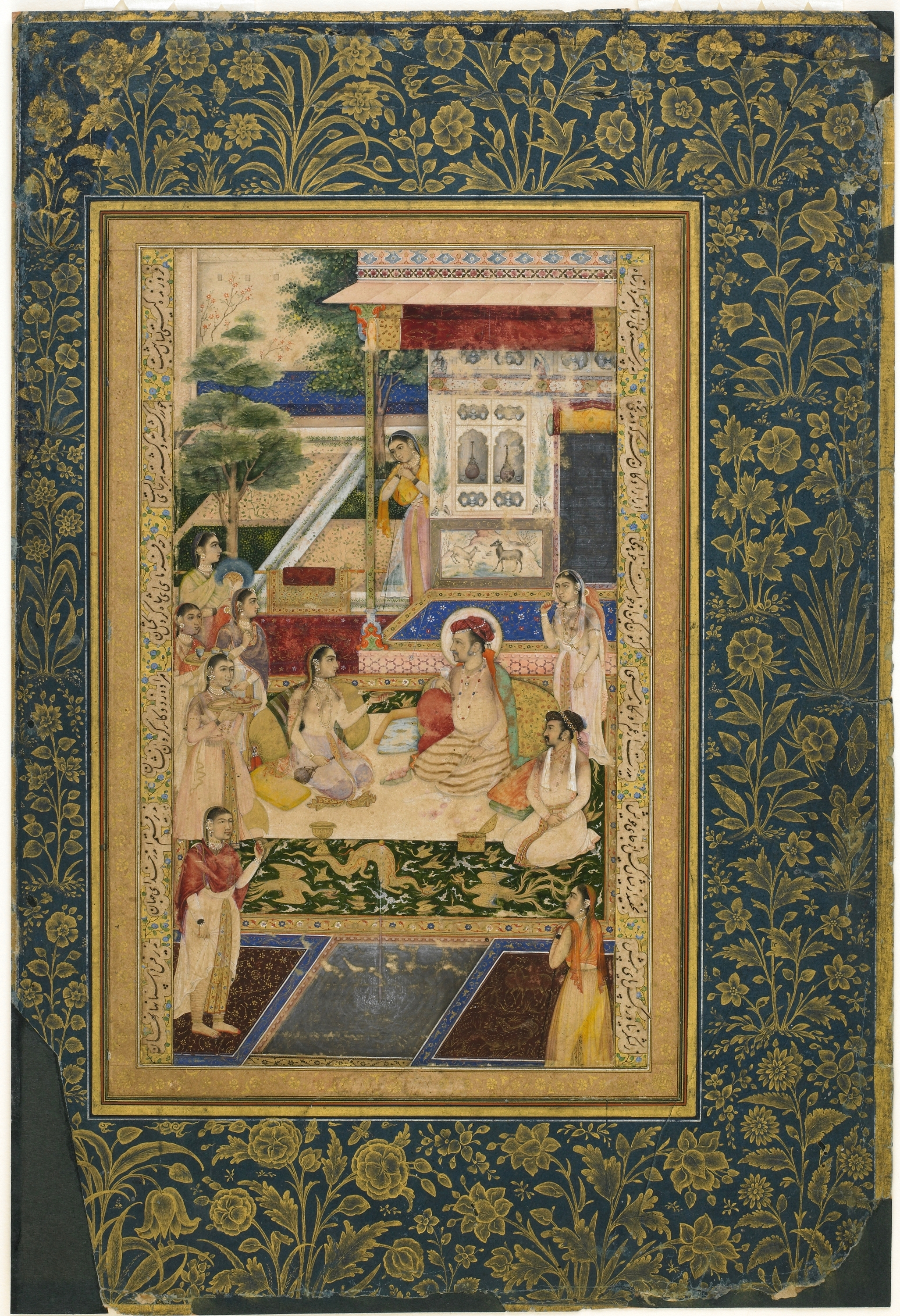
Абул Хасан. Джахангир, принц Хуррам и Нур Джахан. ок. 1624г, Галерея Фрир, Вашингтон
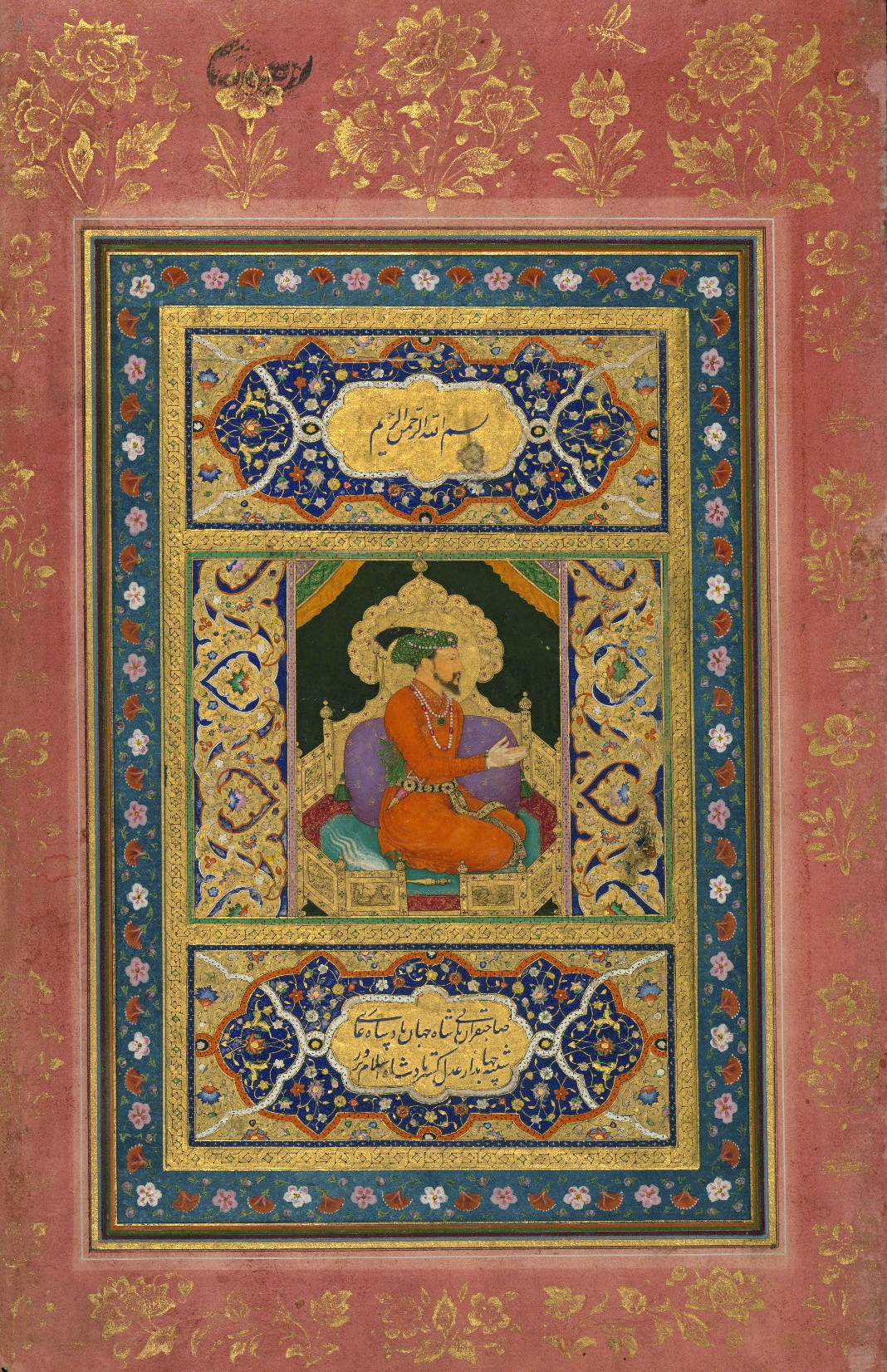
Абул Хасан. Шах Джахан на троне. 1628-30, Музей Уолтерса, Балтимор
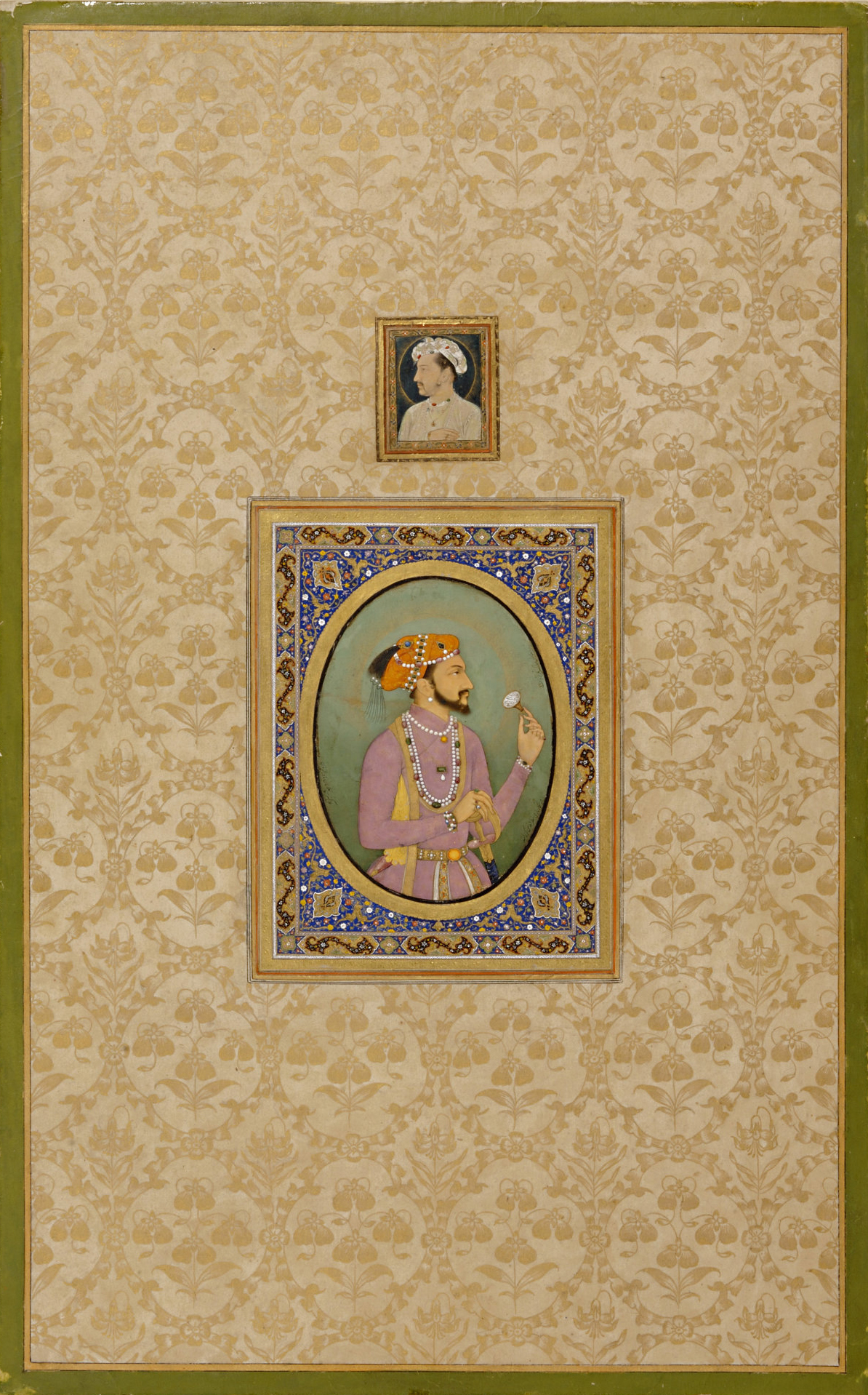
Абул Хасан. Портрет Джахангира и Шах Джахана. 1628, Музей Ага Хана, Женева.

Абул Хасан во многих отношениях оставался глубоко консервативным живописцем. Несмотря на то, что он усвоил европейский натурализм в портрете, он не пошёл дальше и не стал применять этот натурализм в отношении всего остального — пейзажи на его миниатюрах были по-прежнему плоскими. Его слава базировалась на том, что он имел статус портретиста императора Джахангира и выразителя его идей, и в этом ему действительно не было равных.